# 皮奇奧查德 (密蘇里州)
皮奇奧查德（英語：Peach Orchard）是位於美國密蘇里州佩米斯科特縣的非建制地區。

## 歷史
皮奇奧查德的郵局於1936年設立，其後於1973年停運。

## 地理
皮奇奧查德所處的海拔為高於海平面80米（即262英呎），而該地所採用的時區為UTC-6，即北美中部時區（CST）。同時該地設有夏令時間，為UTC-6調快一小時，即UTC-5（CDT）。